# Populina richardii
Populina richardii är en akantusväxtart som beskrevs av Henri Ernest Baillon. Populina richardii ingår i släktet Populina och familjen akantusväxter. Inga underarter finns listade i Catalogue of Life.